# Zu Chongzhi
En aquest nom xinès, el cognom és Zu.
Zu Chongzhi (xinès: 祖冲之)  (Jiankang, 429 - Xina, 501 (Gregorià)) (romanització Wade-Giles:Tsu Ch'ung-chih), nom estilitzat Wenyuan (文遠), va ser un prominent matemàtic i astrònom xinès durant les Dinasties Liu Song i Qi del Sud.

## Biografia
Els avantpassats de Chongzhi eren de l'actual Baoding, província de Hebei. Per fugir dels estralls de la guerra, l'avi de Zu, Zu Chang, es va traslladar al Iang-Tsé, com a part del moviment massiu de la població durant la dinastia Jin Oriental. Zu Chang (祖昌) havia ocupat el càrrec de "Ministre d'Obres Grans" durant la dinastia Liu Song i va estar a càrrec dels projectes de construcció del govern. El pare de Zu, Zu Shuo (祖朔), també va ser membre de la cort i va ser molt respectat per la seva erudició.
Zu va nàixer a Jiankang (actualment Nanquín). La seva família havia estat històricament interessada en la investigació de l'astronomia, i des de la infantesa, Zu, es va veure imbuït d'astronomia i de matemàtiques. Quan tan sols era un jove, el seu talent li va valer molt de renom. Quan l'emperador Xiaowu (dinastia Liu Song) va sentir parlar d'ell, va ser enviat a una acadèmia, la Hualin Xuesheng (華林學省), i més tard a la Universitat Imperial de Nanjing (Zongmingguan) per dur a terme recerca. En el 461, a Nanxu (avui en dia Zhenjiang (Jiangsu)), va ser emprat per treballar a l'oficina del governador local.
L'any 464, en morir l'emperador Xiaowu i no aplicar-se la reforma del calendari que Zu havia defensat, va abandonar tots els seus càrrecs i va dedicar al resta de la seva vida a la recerca individual.

## Obra
Zu Chongzhi, potser juntament amb el seu fill Zu Gengzhi, va escriure un text matemàtic titulat Zhui Shu (Mètode d'Interpolació). Aquest text, malgrat haver estat inclòs entre els deu tractats (Suanjing shi shu) indispensables per a tot funcionari imperial, va ser finalment eliminat de la llista i es va perdre des del temps la dinastia Song.
L'aportació més notable d'aquest tractat era el càlcul del nombre π, que l'autor, seguint un procediment semblant al mètode d'exhaustió, arriba a la conclusió que 
{\displaystyle 3,1415926<\pi <3,1415927}
que és la millor aproximació al seu valor real, no superada fins segles més tard. També va proposar la utilització de la seva aproximació decimal {\displaystyle {\frac {355}{113}}} que és exacta dins a la sisena xifra decimal.